# Chytonix chlorostigma
Chytonix chlorostigma là một loài bướm đêm trong họ Noctuidae.